# Im Schatten des Karakorum
Im Schatten des Karakorum è un documentario del 1955 diretto da Eugen Schuhmacher e incentrato sulla spedizione tedesco-austriaca nel Karakorum, catena montuosa dell'Asia centrale, guidata nel 1954 dall'alpinista austriaco Mathias Rebitsch.

## Distribuzione
È stato distribuito in Germania Ovest il 3 agosto 1955 e in Germania Est l'8 dicembre 1957.

## Riconoscimenti
Si è aggiudicato il premio come miglior film culturale ai Deutscher Filmpreis e la Targa di bronzo come miglior documentario alla 5ª edizione del Festival di Berlino.